# IC 4676
IC 4676 је спирална галаксија у сазвјежђу Змијоноша која се налази на листи објеката дубоког неба у Индекс каталогу.
Деклинација објекта је + 11° 49' 23" а ректасцензија 18h 2m 53,0s. Привидна величина (магнитуда) објекта IC 4676 износи 14,8 а фотографска магнитуда 15,6. IC 4676 је још познат и под ознакама CGCG 84-13, PGC 61317.